# Grieser Platz
Der Grieser Platz (italienisch Piazza Gries) befindet sich im Stadtviertel Gries-Quirein der Südtiroler Landeshauptstadt Bozen.

## Geschichte
Der weitläufige, verkehrswichtige und zentralörtliche Platz verdankt seine Anlage dem 13. Jahrhundert und ist der naturwüchsige Mittelpunkt des Stadtviertels, das erst zur Jahreswende 1925/26 nach Bozen eingemeindet wurde. Der alte Namen des Platzes war Dorfplatz, nach Erhebung der Ruralgemeinde Gries zum Marktort durch Kaiser Franz Joseph I. im Jahr 1901 hieß der Platz bis zur italienischen Annexion Südtirols infolge des Ersten Weltkriegs Kaiser-Franz-Josefs-Platz. Zur Zeit des Faschismus trug der Platz den ausschließlich italienischen Namen Piazza Tiberio, der erst 1945 zugunsten der heutigen Bezeichnung abgeändert wurde. In der ersten Hälfte des 20. Jahrhunderts verband eine elektrifizierte Straßenbahn den Grieser Platz mit dem Bahnhof Bozen; sie führte entlang der ehemaligen Meraner Reichsstraße (heutige Diazstraße).

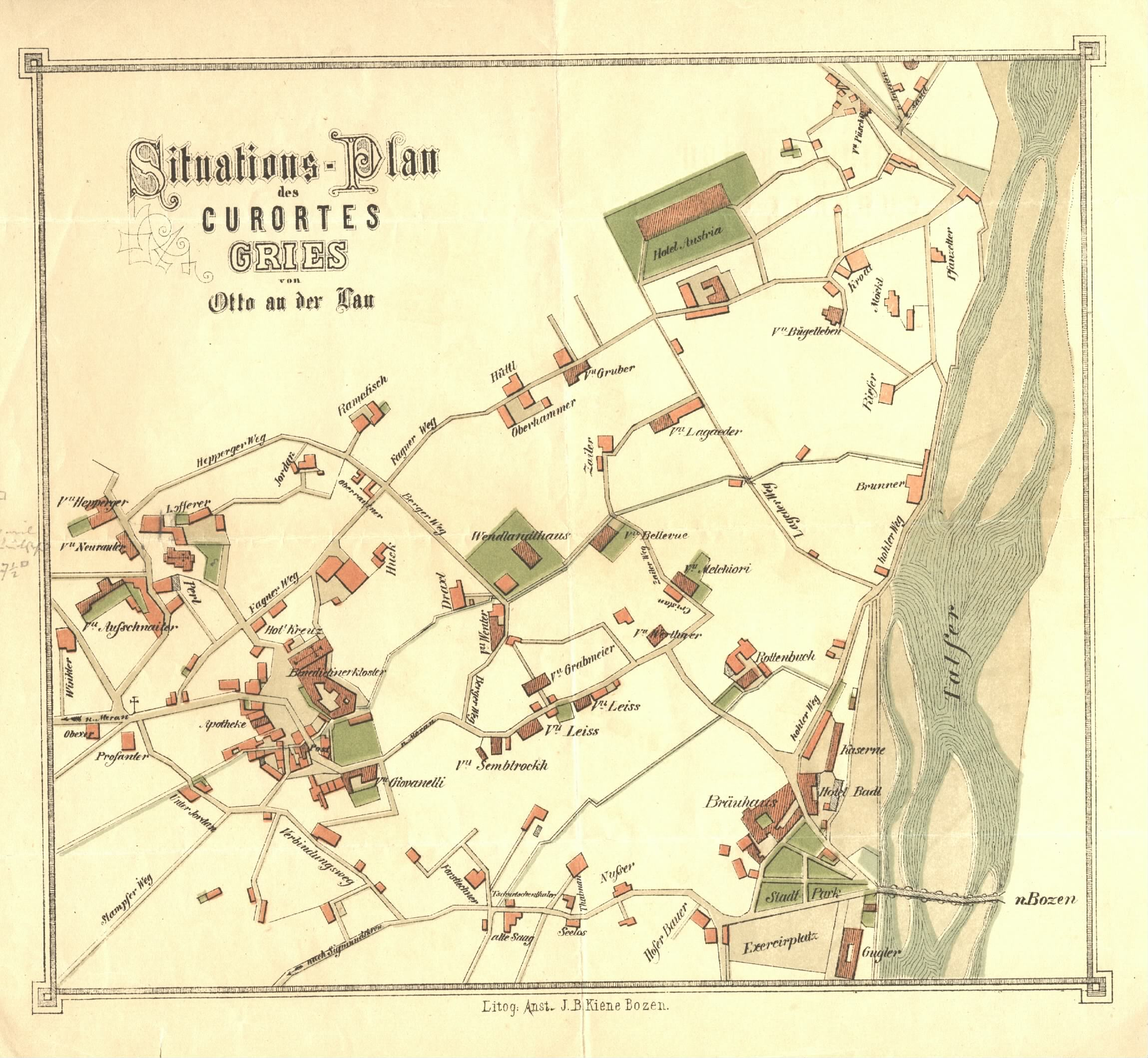
Plan des Kurortes Gries um 1884 mit dem Grieser Platz im linken unteren Bildbereich

Der Grieser Platz wird an drei Seiten durch kompakte Häuserblocks und an der Nordseite von der Benediktinerabtei Muri-Gries mit der spätbarocken Augustinuskirche begrenzt. Bergseitig bilden der alte Gasthof Goldenes Kreuz (heutiges Restaurant und Musikschule Gries) und das frühere, von Sebastian Altmann entworfene Grieser Rathaus (heutiges Bürgerzentrum) einen annähernd rechtwinkligen Eckabschluss aus. Ostseitig führt die 1935/36 vom faschistischen Regime angelegte Straßenachse der heutigen Freiheitsstraße, ausgehend von der alten Münzbank, in gerader Linie auf die Talferbrücke und den Altstadtbereich von Bozen zu. Bis dahin war der Platz über die frühere Vinschgauer Land- bzw. Reichsstraße (heutige Diazstraße) mit dem Zentralort Bozen verbunden. Über eine westseitige Straßenöffnung des Platzes ist das Viertel Moritzing mit dem Bozner Regionalkrankenhaus angebunden.
Der alte Viertelname des Platzareals war Hof. Bereits in der unter Herzog Sigmund von Österreich-Tirol erlassenen Landgerichtsordnung von Gries-Bozen von 1487 wird der Platz unter der Bezeichnung „der platz ze Gries vor dem kloster“ als Aufgebotsort urkundlich genannt.

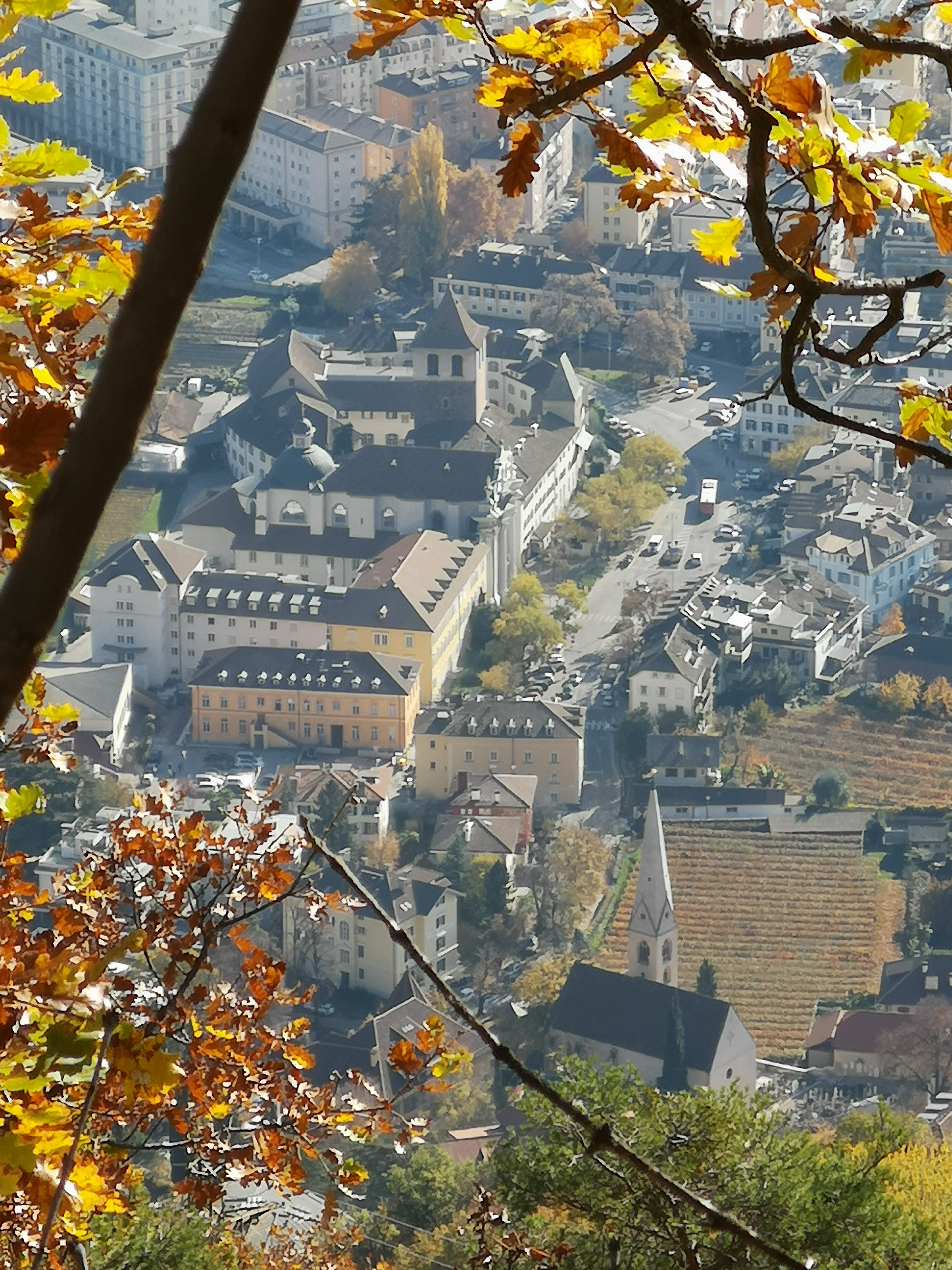
Der Grieser Platz vom Guntschnaberg aus gesehen, im Vordergrund die Alte Pfarrkirche Gries

Mit dem Altmessnerhof, dessen bauliche Kernelemente noch auf das 13. und 14. Jahrhundert zurückgehen, und dem Haus Unterrautner besitzt der vollständig randverbaute Platz auch zwei ehemalige Hofstellen, die im Laufe der Zeit bürgerhausähnlich umgestaltet wurden. 
Im Grünbereich vor der alten Münzbank befindet sich ein Denkmal für den Badlwirt und k.k. Major Josef Eisenstecken.
Die Telserpassage bildet einen mit Wohnungen und Geschäften überbauten Durchgang in die Duca-d'Aosta-Straße. Mitten in der Passage ist das unterirdisch angelegte Stadttheater Gries, ein Bau des Architekten Armando Ronca, untergebracht.
2023 wurden kommunale Umgestaltungspläne vorgestellt, die eine verkehrstechnische Entflechtung und die Begrünung des Platzes vorsehen.